# Ронан Вантенаар
Ронан Вантенаар (нар. 10 лютого 2001) — намібійський плавець. Учасник Чемпіонату світу з водних видів спорту 2017, де в попередніх запливах на дистанції 50 метрів брасом посів 58-ме місце і не потрапив до півфіналів.